# Bandera del Benelux

Bandera del Benelux

La  bandera del Benelux es una bandera no oficial encargada por el Comité para la Cooperación Belga-Neerlandesa-Luxemburguesa en 1951. Es una amalgama de las banderas de los Estados miembros: Bélgica, los Países Bajos y Luxemburgo.
La franja roja representa la bandera de Luxemburgo, la franja azul la bandera de los Países Bajos, y la franja negra y el león amarillo rampante pertenecen al escudo de Bélgica. El león también representa al Benelux globalmente, ya que cada nación constituyente posee un escudo de armas con un león rampante mirando a la izquierda (Leo Belgicus).